# Bonifatius (veldheer)

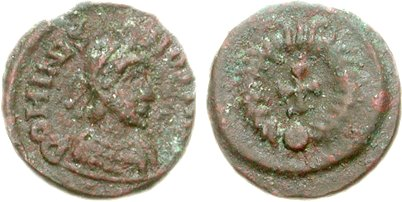
Munt met Bonifatius

Bonifatius (? - 432) was een Romeins generaal die ook stadhouder of gouverneur (Latijn: vicarius) was van de Romeinse provincie Africa. Hij werd samen met zijn rivaal, Flavius Aetius, ook wel "de laatste van de Romeinen" genoemd.

## Geschiedenis

### Vroege carrière
Omtrent Bonifatius’ afkomst is niets met zekerheid bekend. Er zijn twee tegenstrijdige bronnen waarvan één stelt dat hij afkomstig was uit Thracie en de ander uit Noord-Afrika.
Bonifatius was een volgeling van Constantius III, de belangrijkste generaal van keizer Honorius, en latere mede-keizer van het West-Romeinse rijk. Bonifatius maakte deel uit van diens staf en was betrokken bij diens militaire acties in Gallië tegen de usurpators Jovinus en Sebastianus, en tegen de opstandige Visigoten. Omstreeks 413 voerde Bonifatius het commando over een legeronderdeel dat belast was met de verdediging van Marseille (Massilia). Met succes wist hij een aanval van de Visigotische koning Athaulf op de stad af te slaan. In de strijd wist hij zich te onderscheiden door Athaulf te verwonden.
Constantius slaagde erin de Visigoten te pacificeren door een vredesakkoord met hun te sluiten. In 417 trouwt hij met Galla Placidia, de zuster van Honorius, die hierdoor ook Bonifatius leert kennen. Constantius wordt in 421 tot medekeizer verheven. Omstreeks die tijd is Bonifatius militair actief in Noord-Afrika als generaal van het leger dat de Moorse stammen bestrijdt die de Mauretaanse provincies Caesariensis en Tingitana onveilig maken.

### Rivaliteit met Castinus
Bonifatius maakt in Afrika faam als bekwaam soldaat en commandant. Om die reden werd hij in 422 na de dood van Constantius naar het westelijke hof geroepen van Ravenna door Galla Placidia die over veel invloed beschikte aan het keizerlijk hof. Omstreeks die tijd trouwt Bonifatius met zijn Gotische vrouw Pelagia, wiens vader over Bucellarius, een privé leger beschikte. Bonifatius kreeg opdracht om samen met de opperbevelhebber van het Romeinse leger Castinus een militaire campagne voor te bereiden tegen de Vandalen en Alanen in Spanje. Deze expeditie liep uit op een groot fiasco: de troepen van Bonifatius kwamen namelijk nooit aan in Spanje vanwege ernstige rivaliteit tussen de twee commandanten. Castinus leed vervolgens een zware nederlaag in Baetica. Volgens historici zou Galla Placidia Castinus als een gevaar voor haar positie hebben gezien en Bonifatius opgezet hebben hem uit de macht proberen te halen.
Bonifatius keerde hierna terug in Noord-Afrika, waar hij de campagnes tegen de Mauri-stammen voortzette.

### Usurpatie van Iohannes
Na de dood van keizer Honorius in 423 werd Iohannes door de Romeinse senaat tot opvolger benoemd.
Bonifatius, die in contact stond met de zuster van de overleden keizer, weigerde de nieuwe keizer te erkennen en steunde de Oost-Romeinse keizer Theodosius II door ervoor te zorgen dat de graantoevoer per schip naar Italië werd stopgezet. De laat antieke schrijver Prosper Tiro stelt dat de troepen van Iohannes verzwakt waren omdat ze campagne voerden tegen Bonifatius in Noord-Afrika, en niet in staat waren hem af te zetten zoals eerder in de campagnes tegen Gildo en andere Noord-Afrikaanse usurpatoren. Na een opstand van het leger in Gallië en een militaire campagne door de oosterse generaals Ardabur en Aspar in 425 werd Iohannes uiteindelijk ten val gebracht verslagen en de minderjarige zoon van Galla Placidia, Valentinianus III tot keizer benoemd van het westen. Bonifatius werd beloond voor zijn steun met de positie van militair gouverneur (comes) van de provincie Africa.

### Burgeroorlog met Felix
Vanwege intriges veroorzaakt door Aetius viel Bonifatius omstreeks 427 in ongenade bij Galla Placidia. Hij werd beschuldigd van een poging om zijn eigen Romeins rijk in Afrika te vormen. Bonifatius die altijd trouw geweest was kwam nu in opstand. Galla beval haar opperbevelhebber Flavius Felix tegen hem ten strijde te trekken. Felix zond een leger naar Africa onder leiding van Sigiswult, een Germaanse generaal, teneinde Bonifatius te onderwerpen. Sigiswult was succesvol en veroverde de steden Carthago en Hippo op Bonifatius. In het nauw gedreven zocht Bonifatius steun en vond die bij de Vandalen, die in Spanje op dat moment in een hardnekkige strijd gewikkeld waren met de Visigotische koning Theodorik I. Hij liet de Vandalen overkomen naar Africa. Echter, tegen de tijd dat zij arriveerden, was Bonifatius weer in de gunst van Placidia komen te verkeren. Van haar ontving hij de titel van patriciër. De burgeroorlog eindigde net op tijd om de Vandaalse dreiging het hoofd te bieden.

### Campagne tegen de Vandalen
Sommige bronnen melden dat Bonifatius de komst van Vandalen naar Afrika in 429 veroorzaakte, hoewel hier tegenwoordig twijfel over bestaat. Hun opmars in Afrika verliep voortvarend en werd slechts kort onderbroken door een wapenstilstand. Bonifatius had slechts een klein leger tot zijn beschikking en werd verslagen bij de stad Calama, waarna hij zich terugtrok in de stad Hippo Regius dat door de Vandalen belegerd werd vanaf mei juni 430 tot juli of augustus van 431. Bonifatius verliet de stad om zich bij de troepen van de Oost-Romeinse generaal Asparte te voegen die door Theodosius II was gestuurd om Afrika te versterken. In het begin van 432 namen Bonifatius en Aspar het op tegen Geiserik, maar werden verslagen. Na de nederlaag vertrok hij naar Italië om zich bij de keizer te voegen.

### Machtsstrijd met Aetius en dood
Aan het keizerlijk hof te Ravenna was gedurende die tijd voortdurend sprake van een machtsstrijd tussen Aetius, Felix, Bonifatius en Galla Placidia. Nadat Felix in 430 op een zijspoor belandde en vermoord werd, bleven Aetius en Bonifatius als meest invloedrijke generaals van het rijk over, beiden voortdurend strijdend om de gunst van Placidia. Aetius bekleedde het consulaat, toen Bonifatius terugkeerde naar Italië en hartelijk ontvangen door Placidia. Bonifatius kreeg van haar de rang van patriciër en werd tot opperbevelhebber benoemd, terwijl Aetius zijn militaire bevel werd ontnomen. Aetius, die geloofde dat zijn val nu op handen was, marcheerde met zijn leger van Germaanse huurlingen op weg naar Ravenna, de keizerlijke residentie. Dit resulteerde in de slag bij Ravenna (432) die door Bonifatius werd gewonnen. Bonifatius won de strijd, maar raakte dodelijk gewond en stierf een paar maanden later. Aetius ontsnapte naar Pannonia en reisde naar het hof van zijn vriend, Rua, de koning van de Hunnen. Met hun hulp kwam hij weer aan de macht en kreeg hij de titel van comes et magister utriusque milities. Aetius liet vervolgens de schoonzoon van Bonifacius, Sebastianus, die Bonifatius was opgevolgd als magister militum, uit Italië naar Constantinopel verbannen, kocht de eigendommen van Bonifatius en trouwde met zijn weduwe Pelagia.